# Jakub Kiwior
Jakub Piotr Kiwior (ur. 15 lutego 2000 w Tychach) – polski piłkarz, występujący na pozycji obrońcy w angielskim klubie Arsenal i w reprezentacji Polski, uczestnik Mistrzostw Świata 2022 i Mistrzostw Europy 2024.

## Kariera klubowa

### Początki

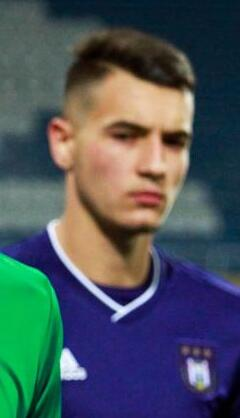
Kiwior jako piłkarz RSC Anderlecht podczas Ligi Młodzieżowej UEFA (2018/2019)

Karierę piłkarską rozpoczął w 2004, w drużynie Chrzciciel Tychy, a następnie dołączył do nowo powstałego zespołu Grom Tychy. W 2012 został przeniesiony do juniorów GKS Tychy. Na początku 2016 został włączony do kadry pierwszej drużyny GKS Tychy, ale nie zdołał w niej zadebiutować.
Po zakończeniu sezonu 2015/2016 za pośrednictwem agenta Michele′a Thiry′ego został przetransferowany do belgijskiego klubu RSC Anderlecht, w którego akademii szkolił się przez kolejne dwa i pół roku. Z juniorami Anderlechtu w sezonie 2016/2017 zdobył mistrzostwo Belgii U-17. Rozegrał także 5 spotkań w Lidze Młodzieżowej UEFA.

### Podbrezová
16 stycznia 2019 został zawodnikiem występującego w słowackiej Fortuna lidze, klubu FK Železiarne Podbrezová. Kwota transferu wyniosła 10 tysięcy euro. W lidze zadebiutował 16 lutego 2019 w wygranym 3:1 spotkaniu z FC Nitra. 2 marca 2019 w zremisowanym 1:1 meczu z AS Trenčín zdobył swoją pierwszą bramkę w seniorskiej karierze, która została wybrana golem miesiąca w Fortuna lidze. W sezonie 2018/2019 był podstawowym obrońcą i rozegrał 14 ligowych spotkań, jednakże jego drużyna zajmując przedostatnie miejsce w tabeli, spadła z ligi. 

### MŠK Žilina
2 sierpnia 2019 za 250 tysięcy euro został wykupiony przez MŠK Žilina, czwarty zespół poprzedniego sezonu Fortuna ligi. 10 sierpnia 2019 zadebiutował wchodząc jako rezerwowy w wygranym 3:2 meczu z MFK Ružomberok. Kolejny sezon - 2020/2021 rozpoczął jako podstawowy środkowy obrońca drużyny i utrzymał swoją pozycję do końca rozgrywek. 30 sierpnia 2020 w ligowym meczu z Zemplin Michalovce zdobył swoją pierwszą bramkę dla klubu. 19 maja 2021 wystąpił i zdobył bramkę w finale Pucharu Słowacji, w którym jego drużyna przegrała 1:2 po dogrywce ze Slovanem Bratysława. Po zakończeniu rozgrywek został wybrany do jedenastki sezonu Fortuna ligi. W pierwszej części sezonu 2021/2022 wystąpił z drużyną w kwalifikacjach do Ligi Konferencji Europy UEFA. Rozegrał w tych rozgrywkach osiem spotkań, natomiast w fazie play-off jego zespół uległ w dwumeczu drużynie FK Jablonec. 22 sierpnia 2022 zdobył bramkę w wygranym 3:0 ligowym meczu z FK Senica. 

### Spezia Calcio
31 sierpnia 2021 za 1,5 mln euro pozyskała go Spezia Calcio. Kiwior związał się z włoskim klubem czteroletnim kontraktem. 16 grudnia 2021 zadebiutował w meczu 15. kolejki Serie A z Interem Mediolan na Stadio Giuseppe Meazza. Kiwior rozegrał pełne 90 minut jako środkowy obrońca, a mecz zakończył się porażką jego drużyny 0:2. Kolejny mecz spędził na ławce rezerwowych, natomiast od spotkania z Romą w 17. kolejce (0:1), w którym wystąpił jako defensywny pomocnik, został podstawowym zawodnikiem drużyny do końca sezonu, występując właśnie na tej pozycji. Sezon 2022/2023 rozpoczął jako podstawowy środkowy obrońca drużyny. 

### Arsenal

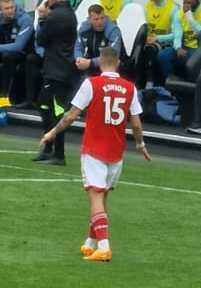
Jakub Kiwior podczas meczu Premier League z Newcastle United na St James’ Park (2023)

23 stycznia 2023 za 25 mln euro został piłkarzem Arsenalu. Kiwior podpisał z angielskim klubem pięcioipółletni kontrakt, jako czwarty Polak w historii klubu, a kwota transferu uczyniła go piątym najdroższym polskim piłkarzem w historii i najdrożej sprzedanym piłkarzem w historii Spezii. 9 marca 2023 zadebiutował rozgrywając 71 minut w zremisowanym 2:2 meczu 1/8 finału Ligi Europy UEFA ze Sportingiem CP. 19 marca 2023 w meczu z Crystal Palace (4:1) zadebiutował w Premier League, zmieniając w 86. minucie gry Gabriela Magalhãesa. 28 maja 2023 w meczu 38. kolejki Premier League z Wolverhampton Wanderers (5:0), zdobył swoją pierwszą bramkę dla klubu. 
W lipcu 2023 podczas przedsezonowego tournée w Stanach Zjednoczonych wystąpił w meczu MLS All-Star Game wygranym przez jego drużynę 5:0. 6 sierpnia 2023 zdobył z klubem Tarczę Wspólnoty, choć nie wystąpił w wygranym po rzutach karnych meczu z Manchesterem City (1:1, k. 4:1). 24 października 2023 w meczu fazy grupowej z Sevillą (2:1) zadebiutował w rozgrywkach Ligi Mistrzów UEFA. 
Podczas rundy jesiennej Kiwior rzadko pojawiał się w podstawowym składzie (rozegrał tylko dwa pełne spotkania w Premier League). Z tego powodu zarówno polskie, jak i zagraniczne media spekulowały o możliwym transferze reprezentanta Polski. Kiwior został jednak w Arsenalu. 24 lutego 2024 zdobył pierwszą bramkę w sezonie 2023/2024, trafiając w wygranym 4:1 meczu przeciwko Newcastle United.

## Kariera reprezentacyjna
Wielokrotnie występował w młodzieżowych reprezentacjach Polski, m.in. w rozgrywkach U20 Elite League. W latach 2018–2019 był kapitanem kadry U-19 w cyklu eliminacyjnym do Mistrzostw Europy U-19 w piłce nożnej, za kadencji Dariusza Gęsiora. 
17 maja 2022 selekcjoner Czesław Michniewicz powołał go do reprezentacji Polski na mecz dywizji A Ligi Narodów UEFA z Holandią i Belgią. 11 czerwca 2022 zadebiutował w reprezentacji Polski w zremisowanym 2:2 meczu Ligi Narodów z Holandią. Następnie 14 czerwca rozegrał całe spotkane z Belgią (0:1). 12 września 2022 został powołany na kolejny mecz Holandią i spotkanie z reprezentacją Walii, podczas rozgrywek  Ligi Narodów. W obu spotkaniach zakończonych odpowiednio wynikami 0:2, 1:0, wystąpił w podstawowym składzie. 
10 listopada 2022 Czesław Michniewicz powołał go na Mistrzostwa Świata 2022. 16 listopada rozegrał całe spotkanie towarzyskie z Chile (1:0). Na Mundialu był podstawowym środkowym obrońcą reprezentacji Polski – 22 listopada wystąpił w podstawowym składzie w zremisowanym 0:0 meczu z Meksykiem, a następnie w wygranym 2:0 meczu z Arabią Saudyjską i przegranym 0:2 spotkaniu z Argentyną. Wystąpił w pierwszym składzie również w meczu 1/8 finału Mistrzostw Świata, gdzie Polska po porażce z Francją (1:3) odpadła z turnieju. 
W marcu 2023 znalazł się na pierwszej liście powołań Fernando Santosa i był podstawowym środkowym obrońcą drużyny w meczach eliminacji Mistrzostw Europy 2024 z Czechami (1:3) i Albanią (1:0). 16 czerwca 2023 w towarzyskim meczu z Niemcami zdobył swoją pierwszą bramkę w reprezentacji Polski, zapewniając drużynie narodowej zwycięstwo 1:0.

## Statystyki kariery

### Klubowe
(aktualne na koniec sezonu 2022/2023)
| Klub                     | Sezon              | Liga               | Liga  | Liga   | Puchar kraju | Puchar kraju | Puchar ligi | Puchar ligi | Europa | Europa | Inne  | Inne   | Suma  | Suma   |
| Klub                     | Sezon              | Liga               | Mecze | Bramki | Mecze        | Bramki       | Mecze       | Bramki      | Mecze  | Bramki | Mecze | Bramki | Mecze | Bramki |
| ------------------------ | ------------------ | ------------------ | ----- | ------ | ------------ | ------------ | ----------- | ----------- | ------ | ------ | ----- | ------ | ----- | ------ |
| FK Železiarne Podbrezová | 2018/19            | Fortuna Liga       | 14    | 1      | –            | –            | –           | –           | –      | –      | –     | –      | 14    | 1      |
| FK Železiarne Podbrezová | 2019/20            | 2. liga            | 2     | 0      | –            | –            | –           | –           | –      | –      | –     | –      | 2     | 0      |
| FK Železiarne Podbrezová | Ogólnie            | Ogólnie            | 16    | 1      | 0            | 0            | 0           | 0           | 0      | 0      | 5     | 0      | 16    | 1      |
| MŠK Žilina               | 2019/20            | Fortuna Liga       | 16    | 0      | 3            | 0            | –           | –           | –      | –      | 1     | 0      | 20    | 0      |
| MŠK Žilina               | 2020/21            | Fortuna Liga       | 31    | 2      | 4            | 1            | –           | –           | –      | –      | 2     | 0      | 37    | 3      |
| MŠK Žilina               | 2021/22            | Fortuna Liga       | 3     | 1      | –            | –            | –           | –           | 8      | 0      | –     | –      | 11    | 1      |
| MŠK Žilina               | Ogólnie            | Ogólnie            | 50    | 3      | 7            | 1            | 0           | 0           | 8      | 0      | 3     | 0      | 68    | 4      |
| Spezia                   | 2021/22            | Serie A            | 22    | 0      | 1            | 0            | –           | –           | –      | –      | –     | –      | 23    | 0      |
| Spezia                   | 2022/23            | Serie A            | 17    | 0      | 2            | 0            |             |             |        |        |       |        | 19    | 0      |
| Spezia                   | Ogólnie            | Ogólnie            | 39    | 0      | 3            | 0            | 0           | 0           | 0      | 0      | 0     | 0      | 42    | 0      |
| Arsenal F.C.             | 2022/2023          | Premier League     | 7     | 1      | –            | –            | –           | –           | 1      | 0      | –     | –      | 8     | 1      |
| Arsenal F.C.             | Ogólnie            | Ogólnie            | 7     | 1      | 0            | 0            | 0           | 0           | 1      | 0      | 0     | 0      | 8     | 1      |
| Ogólnie w karierze       | Ogólnie w karierze | Ogólnie w karierze | 112   | 5      | 10           | 1            | 0           | 0           | 9      | 0      | 8     | 0      | 134   | 6      |

### Reprezentacyjne
(aktualne na dzień  10 czerwca 2025)
| Reprezentacja | Rok     | Mecze | Bramki |
| ------------- | ------- | ----- | ------ |
| Polska        | 2022    | 9     | 0      |
| Polska        | 2023    | 10    | 1      |
| Polska        | 2024    | 12    | 0      |
| Polska        | 2025    | 4     | 1      |
| Ogólnie       | Ogólnie | 35    | 2      |

| Mecze i gole w reprezentacji | Mecze i gole w reprezentacji | Mecze i gole w reprezentacji | Mecze i gole w reprezentacji | Mecze i gole w reprezentacji | Mecze i gole w reprezentacji | Mecze i gole w reprezentacji |
| Lp.                          | Data                         | Miejsce                      | Przeciwnik                   | Gol                          | Wynik                        | Rozgrywki                    |
| ---------------------------- | ---------------------------- | ---------------------------- | ---------------------------- | ---------------------------- | ---------------------------- | ---------------------------- |
| 1.                           | 11.06.2022                   | Rotterdam, Holandia          | Holandia                     |                              | 2:2                          | LN 2022/2023                 |
| 2.                           | 14.06.2022                   | Warszawa, Polska             | Belgia                       |                              | 0:1                          | LN 2022/2023                 |
| 3.                           | 22.09.2022                   | Warszawa, Polska             | Holandia                     |                              | 0:2                          | LN 2022/2023                 |
| 4.                           | 25.09.2022                   | Cardiff, Walia               | Walia                        |                              | 1:0                          | LN 2022/2023                 |
| 5.                           | 16.11.2022                   | Warszawa, Polska             | Chile                        |                              | 1:0                          | towarzyski                   |
| 6.                           | 22.11.2022                   | Doha, Katar                  | Meksyk                       |                              | 0:0                          | MŚ 2022                      |
| 7.                           | 26.11.2022                   | Ar-Rajjan, Katar             | Arabia Saudyjska             |                              | 2:0                          | MŚ 2022                      |
| 8.                           | 30.11.2022                   | Doha, Katar                  | Argentyna                    |                              | 0:2                          | MŚ 2022                      |
| 9.                           | 04.12.2022                   | Doha, Katar                  | Francja                      |                              | 1:3                          | MŚ 2022                      |
| 10.                          | 24.03.2023                   | Praga, Czechy                | Czechy                       |                              | 1:3                          | el. ME 2024                  |
| 11.                          | 27.03.2023                   | Warszawa, Polska             | Albania                      |                              | 1:0                          | el. ME 2024                  |
| 12.                          | 16.06.2023                   | Warszawa, Polska             | Niemcy                       | Gol                          | 1:0                          | towarzyski                   |
| 13.                          | 20.06.2023                   | Kiszyniów, Mołdawia          | Mołdawia                     |                              | 2:3                          | el. ME 2024                  |
| 14.                          | 07.09.2023                   | Warszawa, Polska             | Wyspy Owcze                  |                              | 2:0                          | el. ME 2024                  |
| 15.                          | 10.09.2023                   | Tirana, Albania              | Albania                      |                              | 0:2                          | el. ME 2024                  |
| 16.                          | 12.10.2023                   | Thorshavn, Wyspy Owcze       | Wyspy Owcze                  |                              | 2:0                          | el. ME 2024                  |
| 17.                          | 15.10.2023                   | Warszawa, Polska             | Mołdawia                     |                              | 1:1                          | el. ME 2024                  |
| 18.                          | 17.11.2023                   | Warszawa, Polska             | Czechy                       |                              | 1:1                          | el. ME 2024                  |
| 19.                          | 21.11.2023                   | Warszawa, Polska             | Łotwa                        |                              | 2:0                          | towarzyski                   |
| 20.                          | 21.03.2024                   | Warszawa, Polska             | Estonia                      |                              | 5:1                          | el. ME 2024 Baraże półfinał  |
| 21.                          | 26.03.2024                   | Cardiff, Walia               | Walia                        |                              | 0:0 (k. 5:4)                 | el. ME 2024 Baraże finał     |
| 22.                          | 07.06.2024                   | Warszawa, Polska             | Ukraina                      |                              | 3:1                          | towarzyski                   |
| 23.                          | 10.06.2024                   | Warszawa, Polska             | Turcja                       |                              | 2:1                          | towarzyski                   |
| 24.                          | 16.06.2024                   | Hamburg, Niemcy              | Holandia                     |                              | 1:2                          | ME 2024                      |
| 25.                          | 21.06.2024                   | Berlin, Niemcy               | Austria                      |                              | 1:3                          | ME 2024                      |
| 26.                          | 25.06.2024                   | Dortmund, Niemcy             | Francja                      |                              | 1:1                          | ME 2024                      |
| 27.                          | 05.09.2024                   | Glasgow, Szkocja             | Szkocja                      |                              | 3:2                          | LN 2024/2025                 |
| 28.                          | 12.10.2024                   | Warszawa, Polska             | Portugalia                   |                              | 1:3                          | LN 2024/2025                 |
| 29.                          | 15.10.2024                   | Warszawa, Polska             | Chorwacja                    |                              | 3:3                          | LN 2024/2025                 |
| 30.                          | 15.11.2024                   | Porto, Portugalia            | Portugalia                   |                              | 1:5                          | LN 2024/2025                 |
| 31.                          | 18.11.2024                   | Warszawa, Polska             | Szkocja                      |                              | 1:2                          | LN 2024/2025                 |
| 32.                          | 21.03.2025                   | Warszawa, Polska             | Litwa                        |                              | 1:0                          | el. MŚ 2026                  |
| 33.                          | 24.03.2025                   | Warszawa, Polska             | Malta                        |                              | 2:0                          | el. MŚ 2026                  |
| 34.                          | 06.06.2025                   | Chorzów, Polska              | Mołdawia                     |                              | 2:0                          | towarzyski                   |
| 35.                          | 10.06.2025                   | Helsinki, Finlandia          | Finlandia                    | Gol                          | 1:2                          | el. MŚ 2026                  |

## Sukcesy

### Arsenal F.C.
- Tarcza Wspólnoty: 2023

### Wyróżnienia
- Drużyna sezonu Fortuna ligi: 2020/2021[44]

## Życie prywatne
W 2023 wziął ślub z Claudią Kowalczyk (ur. 1992). Jest absolwentem Zespołu Szkół nr 1 im. Gustawa Morcinka w Tychach. 